# Nonivamida
Nonivamida é um composto orgânico e uma capsaicinóide. É uma amida de ácido pelargônico e vanililamina. Está presente na pimenta, mas normalmente é fabricado sinteticamente. É mais estável ao calor do que a capsaicina. Foi sintetizada em 1919.
A nonivamida é usada como aditivo alimentar para adicionar pungência de temperos, condimentos, especiarias e misturas. Também é usada na indústria de confeitaria para criar sensação de calor, e na indústria farmacêutica em algumas formulações.
Como um poderoso agente lacrimogênio, a nonivamida encontra uso como ingrediente ativo de algumas resinas a base de capsaicina usada por tropas de choque (spray de pimenta).
Tem aplicação na medicina veterinária onde promove alívio da dor por agir nas fibras nervosos que conduzem a dor. Em animais de competição seu uso é proibido.